# Hironoshin Furuhashi
Hironoshin Furuhashi (古橋廣之進, Furuhashi Hironoshin, né le 16 septembre 1928 à Yūtō et mort le 2 août 2009 à Rome) est un nageur japonais spécialiste des épreuves de demi-fond et fond en nage libre (400, 800 et 1 500 m). Surnommé « le poisson volant de Fujiyama » (the flying fish of Fujiyama), il bat plusieurs records du monde entre la fin des années 1940 et le début des années 1950. Bien que son palmarès soit vierge de toute récompense internationale, il est reconnu comme l'un des meilleurs nageurs de son époque comme l'atteste un sondage réalisé en février 1950 au sein de l'Associated Press : si l'Américain Johnny Weissmuller se classe premier avec 132 votes, Furuhashi suit le quintuple champion olympique avec 112 voix. Sa carrière sportive terminée, il se reconvertit dans l'administration et occupe plusieurs positions éminentes au sein de diverses fédérations sportives japonaises ou internationales.

## Biographie

### Dans les bassins
Hironoshin Furuhashi se révèle en 1947 en établissant la meilleure performance de l'histoire sur 400 mètres nage libre lors des Championnats du Japon. Son temps, 4 min 38 s 4, est plus rapide que le record du monde de l'Américain William Smith mais n'est pas homologué. En effet, de par de son rôle d'agresseur durant la Seconde Guerre mondiale, le Japon et sa fédération nationale sont exclus de la Fédération internationale de natation.
C'est pour des raisons similaires que les Japonais ne peuvent participer aux Jeux olympiques d'été de 1948 organisés à Londres au Royaume-Uni,. Toutefois, alors que le rendez-vous olympique se déroule sans les nageurs japonais, ces derniers se retrouvent au même moment pour disputer les championnats nationaux à Tokyo. Et alors que l'Américain James McLane remporte le titre olympique du 1 500 m en 19 minutes, 18 secondes et 5 dixièmes, Hironoshin Furuhashi s'impose dans son pays sur la même distance en 18 minutes et 37 secondes, soit quarante-et-une secondes de moins que McLane et près de vingt-deux de moins que le record du monde. Ce temps ne peut cependant pas être reconnu par la FINA en raison de la sanction infligée à la fédération nationale,.
L'année suivant les Jeux, le Japon fait son retour sur la scène internationale et une équipe du pays, celle du Tokyo Swimming Club, traverse le Pacifique pour participer aux Championnats des États-Unis tenus à Los Angeles. Hironoshin Furuhashi y remporte quatre épreuves en établissant cinq records du monde. Le 16 août 1949, Shiro Hashizume et Furuhashi battent successivement le record du monde du 1 500 m nage libre. Quelques minutes après son compatriote aligné dans une autre série, Furuhashi améliore en effet le record du monde de près de dix-sept secondes, soit près de quarante de moins que l'antépénultième meilleur temps planétaire d'un autre Japonais, Tomikatsu Amano. Au passage aux 800 mètres, il améliore également le record du monde du 800 mètres nage libre, ce pour la deuxième fois de l'année. En effet, deux mois plus tôt, le 16 juin, lors des Championnats du Japon tenus à Tokyo, il effaçait des tablettes l'Américain William Smith, meilleur performeur de l'histoire sur la distance depuis 1941. Trois jours après sa victoire sur 1 500 mètres, le Japonais s'impose sur 800 m en battant pour la troisième fois le record du monde, en 9 min 35 s 5. La veille, il remportait sa deuxième course, sur 400 m, record du monde à la clé en 4 min 33 s 3, une seconde et trois dixièmes de moins que l'ancien temps de référence qu'il avait établi un mois plus tôt au Japon. Ce même 18 août, il bat le record du monde du relais 4 × 200 m en 8 min 45 s 4 avec ses équipiers du Tokyo Swimming Club, enlevant cette référence aux Américains champions olympiques.
En 1950, à la suite d'une disposition de la FINA, un record du 4 × 200 m nage libre nagé en bassin 25 mètres peut constituer le temps de référence global. C'est ainsi que les Américains de l'Université Yale battent le record du monde des Japonais de plus de deux secondes. Quelques semaines plus tard, le Tokyo Swimming Club et Furuhashi reprennent leur record en 8 min 40 s 6. Au mois d'août, le très relevé match Japon–États-Unis  se déroule dans la capitale japonaise. L'équipe nippone est battue pour la première fois par les Américains 47 points à 17 mais Furuhashi signe le doublé 200–400 m en signant des temps de haute facture (2 min 8 s 2 et 4 min 33 s 2). Le nageur japonais participe pour la première fois aux Jeux olympiques en 1952 à Helsinki. Moins à son avantage qu'en 1948 ou 1949, fatigué par les suites d'une dysenterie contractée en Amérique du Sud en 1950, il termine huitième et dernier de la finale du 400 m nage libre remportée par le Français Jean Boiteux.

### Hors des bassins
Promu à l'International Swimming Hall of Fame en 1967, il intègre le Bureau exécutif de la FINA l'année suivante. Il deviendra plus tard vice-président de la fédération internationale, laquelle lui décerne son Prix de l'Éminence (Prize of Eminence) en 1989. Membre du comité exécutif de la Fédération internationale du sport universitaire à partir de 1979, il en devient le vice-président en 1991. Un an plus tôt, il devenait président du Comité national olympique japonais et joue à ce titre un rôle important dans l'organisation des Jeux olympiques d'hiver de 1998 tenus à Nagano, un an avant de céder sa place. Président de la Fédération japonaise de natation, il devient plus tard président de la Fédération asiatique de natation.
Le 2 août 2009, âgé de 80 ans, il est retrouvé mort dans la chambre de son hôtel de Rome, où se déroulent les Championnats du monde de natation 2009.

## Records

### Records du monde battus
Ce tableau détaille les six records du monde officiellement battus par Hironoshin Furuhashi durant sa carrière.
| Épreuve                            | Temps         | Compétition                         | Lieu                    | Date       |
| 400 m nage libre en grand bassin   | 4 min 34 s 6  | Championnats du Japon de 1949       | Tokyo, Japon            | 24/07/1949 |
| 400 m nage libre en grand bassin   | 4 min 33 s 3  | Championnats des États-Unis de 1949 | Los Angeles, États-Unis | 18/08/1949 |
| 800 m nage libre en grand bassin   | 9 min 45 s 6  | Championnats du Japon de 1949       | Tokyo, Japon            | 26/06/1949 |
| 800 m nage libre en grand bassin   | 9 min 40 s 7  | Championnats des États-Unis de 1949 | Los Angeles, États-Unis | 16/08/1949 |
| 800 m nage libre en grand bassin   | 9 min 35 s 5  | Championnats des États-Unis de 1949 | Los Angeles, États-Unis | 19/08/1949 |
| 1 500 m nage libre en grand bassin | 18 min 19 s 0 | Championnats des États-Unis de 1949 | Los Angeles, États-Unis | 16/08/1949 |